# 키르기스 소비에트 사회주의 공화국
키르기스 소비에트 사회주의 공화국(키르기스어: Кыргыз Советтик Социалисттик Республикасы 키르기스 소베티크 소치알리스티크 레스푸블리카시, 러시아어: Киргизская Советская Социалистическая Республика 키르기스스카야 키르기스스카야 소베츠카야 소치알리스티체스카야 레스푸블리카[*])은 소련을 구성했던 공화국 가운데 하나였다. 현재는 키르기스스탄이라는 이름으로 주권 국가로 있다.

## 당 서기장
아스카르 아카예프가 마지막 당 서기장이었다. 그는 키르기스스탄의 초대 대통령이었으며 2005년 혁명으로 인해 물러났다.

## 같이 보기
- 키르기스스탄 공산당 지도부